# Belle Starr

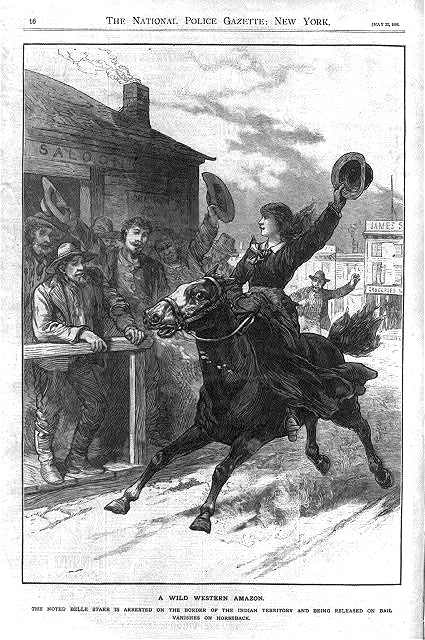
Belle Starr
Rysunek z The National Police Gazette (22 maja 1886)

Belle Starr (ur. 5 lutego 1848 koło Carthage w stanie Missouri, zm. 3 lutego 1889) – jedna z niewielu amerykańskich bandytek. Zgodnie z legendą była rabusiem i koniokradem na obszarach południowego zachodu Stanów Zjednoczonych. Zwano ją Królową Bandytów. Z całą pewnością wyszła za mąż za opryszka i żyła z nim, ale większość opowieści o jej kryminalnej działalności mija się przypuszczalnie z prawdą.
Przyszła na świat jako Myra Maybelle Shirley, ale od dziecka nazywano ją Belle. Gdy miała 16 lat jej rodzina przeniosła się do Teksasu. W roku 1866 Belle wyszła za mąż za Jima Reeda, jak się okazało, rabusia. Mieli dwoje dzieci: Rosie Lee i Edwina. W początku lat 1870. Reed musiał się ukrywać, gdyż wyznaczono cenę za jego głowę. W tej sytuacji Belle odeszła od niego.
W roku 1874 Reed został zabity w pojedynku na rewolwery, a Belle przeniosła się z dziećmi na ówczesne Terytorium Indiańskie (dzisiaj stan Oklahoma), gdzie związała się z Indianinem z plemienia Czirokezów nazwiskiem Sam Starr, a w roku 1880 wyszła za niego za mąż. Mieszkali w domu z bali, który stał się kryjówką dla Jesse Jamesa i innych bandytów.
W roku 1883 Belle i Starr zostali oskarżeni o kradzież koni, skutkiem czego Belle spędziła 9 miesięcy w więzieniu. W roku 1886 Starr został zabity w pojedynku, a Belle związała się z innym koniokradem, pół-Indianinem Billym July. Ten związek przetrwał zaledwie kilka miesięcy, ponieważ Belle została zastrzelona z zasadzki, w czasie gdy jej partner składał zeznania w sądzie.
Sprawca zabójstwa Belle nigdy nie został wykryty.